# Gathynia biocellata
Gathynia biocellata är en fjärilsart som beskrevs av W. Warren 1905. Gathynia biocellata ingår i släktet Gathynia och familjen Uraniidae. Inga underarter finns listade i Catalogue of Life.